# Сукоян, Николай Петрович
Николай (Пагос) Петрович Сукоян (12 сентября 1915, Батуми, Российская империя — 27 декабря 2009, Москва, Российская Федерация) — советский архитектор, заслуженный архитектор РСФСР, почётный член Российской Академии архитектуры и строительных наук и Международной Академии архитектуры (московское отделение), почётный строитель Москвы, член Московского Союза художников, живописец, участник Великой Отечественной войны.

## Биография
Николай Петрович Сукоян родился 12 сентября 1915 г. в Батуми Российской Империи в семье армян — беженцев из Ардвина (город в области Тайк Западной Армении, ныне в пределах Турции). В детские годы учился в художественной студии В. Ф. Илюшина.
Начал трудовую деятельность в возрасте 16 лет художником рекламного бюро в Тбилиси. После окончания техникума и рабфака поступил на работу чертёжником в архитектурную мастерскую Тбилисского совета. В 1937 году поступил в Московский архитектурный институт (МАрхИ). Там среди его преподавателей были известные архитекторы М. О. Барщ и И. В. Жолтовский.
В студенческие годы активно занимался общественной деятельностью. Принимал участие в организации кружков по изучению московского зодчества, театральной декорации и других. Был в числе организаторов первого студенческого научного общества.
После начала Великой Отечественной войны вместе с однокурсниками занимался работами по маскировке города. Затем занимался строительством оборонительных сооружений. 16 октября 1941 года получил диплом об окончании вуза и занялся подготовкой к эвакуации МАрхИ в Среднюю Азию. С 1942 года — в Ташкенте, ассистент преподавателя у архитекторов М. О. Барща и В. Ф. Кринского. Одновременно работал над архитектурными проектами, в частности, над памятниками Великой Отечественной войны.
В 1943 году направлен в Кушку — самую южную точку СССР, куда было переведено Краснодарское минометно-артиллерийское училище на конной тяге. Учился военному делу и верховой езде. Началом боевых действий для него стали бои на Сандомирском плацдарме. Принимал участие в освобождении Польши, Чехостовакии, Венгрии и в битве за Берлин.
В 1946 году вернулся в Москву. Продолжил преподавательскую деятельность в МАрхИ, в то же время обучаясь в аспирантуре и занимаясь практическим проектированием. Совместно с М. О. Барщем, В. Ф. Кринским, Ю. Н. Шевердяевым, М. Ф. Оленевым и Ю. Н. Емельяновым вёл курсовые и дипломные работы студентов. Работал в МАрхИ до 1956 года.
В 1947 г. создал проект сельского клуба на 200 мест.
С 1947 г. — один из ближайших помощников академика архитектуры И. В. Жолтовского в его мастерской-школе. Вместе с учителем архитектор работал над конкурсными проектами Дворца Советов, Пантеона, Бородинской панорамы, Строительной выставки, Дома союзов и многих других объектов. Участвует в строительстве жилых домов и кинотеатров в Москве, проектирует и строит Зооветеринарный институт во Львове. Разрабатывает проект каркасно-панельного дома.
С 1957 г. — совместно с архитекторами Ю. Н. Шевердяевым, М. Н. Кругловым, Г. В. Михайловской, В. В. Васильевой, В. П. Гуторкиным разрабатывает проект и строит здание комплекса Государственной Третьяковской галереи и Центрального дома художника на Крымской набережной. Проектирование и строительство этого комплекса является наиболее крупным сооружением Н. П. Сукояна.
В 1990-е гг. — руководитель, главный архитектор проектов мастерской № 3 Моспроекта-2. Он разрабатывает проект реконструкции площади Красных Ворот в Москве, театров «На Покровке» и «Модерн», проект развития Парка искусств на Крымской набережной и другие проекты.
Автор проекта декоративных скульптур для комплекса ГТГ — ЦДХ на Крымской набережной совместно с архитектором Ю. Шевердяевым, художником А. Васнецовым, скульпторами Т. Соколовой и А. Пологовой (не осуществлено).
Работал в жанрах пейзажа, архитектурного пейзажа, портрета, натюрморта, в техниках рисунка, акварели, темперы, масла.
Скончался 27 декабря 2009 года на 95-м году жизни в Москве, похоронен на кладбище Ракитки.

## Направления творчества
Основные темы в живописи и графики:
- Армения
- Грузия
- Италия
- Франция
- Англия
- Греция
- Пушкинские места
- Соловецкий монастырь
- Ярославская земля
- Озеро Байкал
- Суханово
- «После войны. Разрушенные памятники»
- Женский портрет
- «ню»

## Выставки
Николай Сукоян — постоянный участник художественных выставок с 1950 года.
Персональные выставки живописи и графики в Москве:
- Моспроект-1 (1965)
- Институт теории и истории архитектуры (1970)
- Моспроект-2 (1985)
- Центральный Дом Архитектора (2000)
- Центральный Дом Художника (2005)

## Сочинения
С 1952 по 2005 — автор многочисленных публикаций о творчестве И. В. Жолтовского, зарубежном и отечественном опыте строительства, в том числе музейном и выставочном. Он является лауреатом международного фестиваля «Зодчество 2001» за цикл очерков о Жолтовском (1 премия).

## Проекты и объекты
- Дворец Советов
- Пантеон
- Бородинская панорама

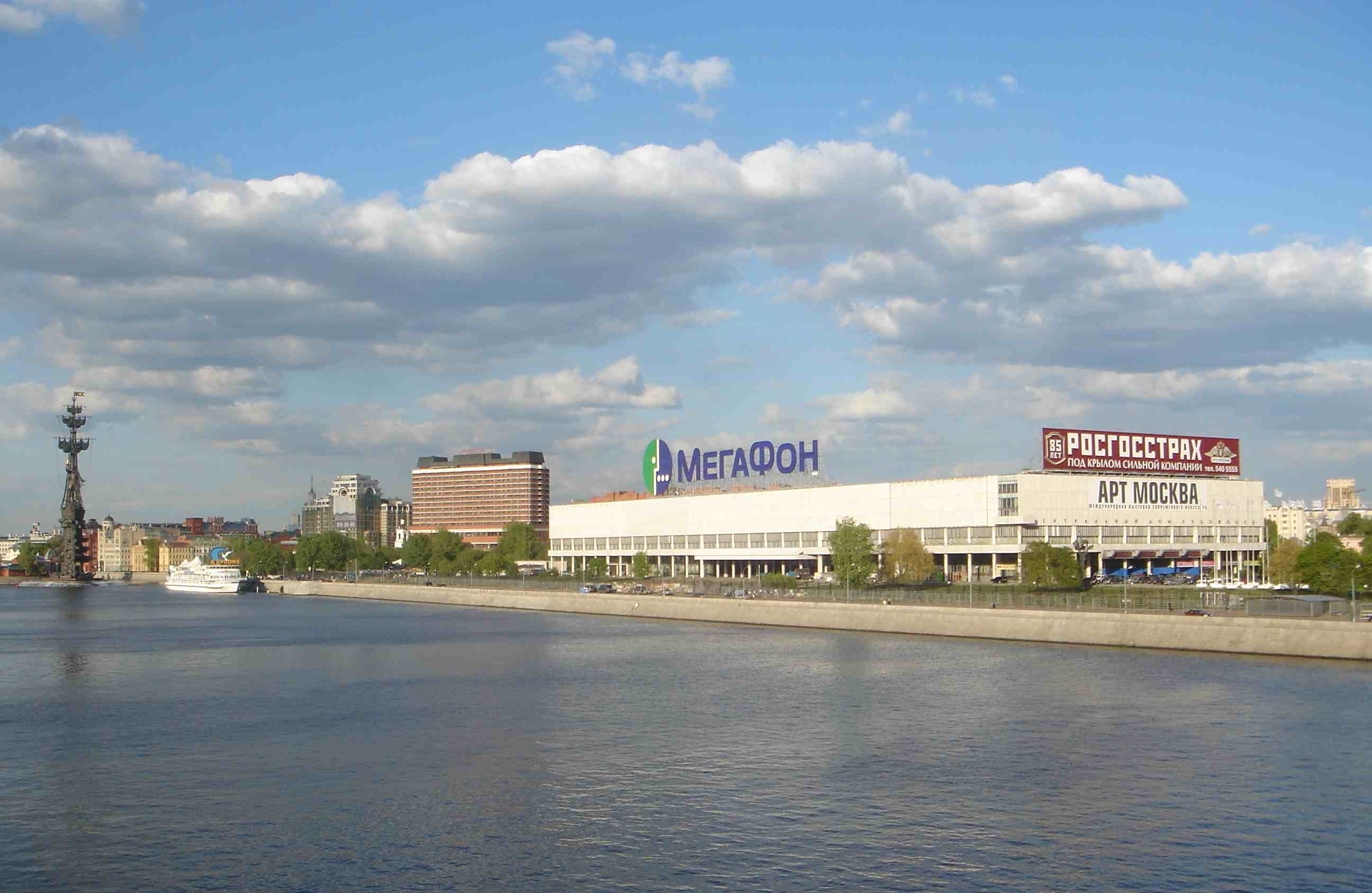
ЦДХ, Москва

- Серия проектов крупнопанельных жилых домов
- Дом Союзов
- Дворец пионеров
- Строительная выставка
- Вестибюль станции метро «Площадь Коммуны»
- Жилые дома и кинотеатры в Москве
- Здание Зооветеринарного института во Львове
- Здание кинотеатра «Победа»
- Здание кинотеатра «Слава»
- Здание кинотеатра «Буревестник»
- Мемориальная доска А. В. Неждановой
- Здание комплекса Государственной Третьяковской галереи в Москве
- Здание Центрального дома художника на Крымской набережной в Москве, совместно с Ю. Н. Шевердяевым
- Проект развития Парка искусств на Крымской набережной в Москве
- Площадь Красных Ворот в Москве
- Театр «На Покровке» в Москве
- Театр «Модерн» в Москве
- Памятник Алексею Костякову в Москве (1975)

## Награды и звания
- Заслуженный архитектор РСФСР (8.10.1991)
- почётный член Российской академии архитектуры и строительных наук
- почётный строитель Москвы
- два ордена Красной Звезды[5][3]
- орден Отечественной войны II степени[5]
- медаль «За оборону Москвы»[5]
- медаль «За взятие Берлина»[5]
- медаль «За освобождение Праги»[5]
- медаль «За победу над Германией в Великой Отечественной войне 1941—1945 гг.»[5]